# ISO 3166-2:RO
ISO 3166-2:RO — стандарт Міжнародної організації зі стандартизації, який визначає ГеоКод. Є частиною стандарту ISO 3166-2, що належать Румунії. Він охоплює всі сорок один жудець (повіт) цієї держави та столицю Бухарест у статусі муніципія (муніципалітету).

## Загальні відомості
Кожен геокод складається з двох частин: коду Alpha2 за стандартом ISO 3166-1 для Румунії — RO та додаткового дволітерного коду, записаних через дефіс. Додатковий дволітерний код утворений, як правило, співзвучно: абревіатурі англійської назви жудеця, додатковий код столиці утворений однобуквеною абревіатурою назви міста. Геокоди жудеців Румунії є підмножиною коду домену верхнього рівня — RO, присвоєного Румунії відповідно до стандартів ISO 3166-1.

## Геокоди Румунії першого рівня
Геокоди 41-го жудеця та міста Будапешта адміністративно-територіального поділу Румунії.
| Геокод | Адміністративна одиниця | Статус    |
| ------ | ----------------------- | --------- |
| RO-B   | Бухарест                | муніципій |
| RO-AB  | Алба                    | жудець    |
| RO-AR  | Арад                    | жудець    |
| RO-AG  | Арджеш                  | жудець    |
| RO-BC  | Бакеу                   | жудець    |
| RO-BN  | Бистриця-Несеуд         | жудець    |
| RO-BH  | Біхор                   | жудець    |
| RO-BT  | Ботошані                | жудець    |
| RO-BV  | Брашов                  | жудець    |
| RO-BR  | Бреїла                  | жудець    |
| RO-BZ  | Бузеу                   | жудець    |
| RO-VS  | Васлуй                  | жудець    |
| RO-VL  | Вилча                   | жудець    |
| RO-VN  | Вранча                  | жудець    |
| RO-GL  | Галац                   | жудець    |
| RO-GJ  | Горж                    | жудець    |
| RO-GR  | Джурджу                 | жудець    |
| RO-DB  | Димбовіца               | жудець    |
| RO-DJ  | Долж                    | жудець    |
| RO-IF  | Ілфов                   | жудець    |
| RO-CS  | Караш-Северін           | жудець    |
| RO-CL  | Келераш                 | жудець    |
| RO-CJ  | Клуж                    | жудець    |
| RO-CV  | Ковасна                 | жудець    |
| RO-CT  | Констанца               | жудець    |
| RO-MM  | Марамуреш               | жудець    |
| RO-MH  | Мехедінць               | жудець    |
| RO-MS  | Муреш                   | жудець    |
| RO-NT  | Нямц                    | жудець    |
| RO-OT  | Олт                     | жудець    |
| RO-PH  | Прахова                 | жудець    |
| RO-SM  | Сату-Маре               | жудець    |
| RO-SJ  | Селаж                   | жудець    |
| RO-SB  | Сібіу                   | жудець    |
| RO-SV  | Сучава                  | жудець    |
| RO-TR  | Телеорман               | жудець    |
| RO-TM  | Тіміш                   | жудець    |
| RO-TL  | Тульча                  | жудець    |
| RO-HR  | Харгіта                 | жудець    |
| RO-HD  | Хунедоара               | жудець    |
| RO-IL  | Яломіца                 | жудець    |
| RO-IS  | Ясси                    | жудець    |

## Геокоди прикордонних для Румунії держав
- Україна — ISO 3166-2:UA (на півночі та сході),
- Молдова — ISO 3166-2:MD (на сході),
- Болгарія — ISO 3166-2:BG (на півдні),
- Сербія — ISO 3166-2:RS (на заході),
- Угорщина — ISO 3166-2:HU (на північному заході).